# Osorno
Osorno je mesto in občina v južnem Čilu in glavno mesto province Osorno v regiji Los Lagos. Po popisu iz leta 2002 je imelo 145.475 prebivalcev. Leži 945 kilometrov južno od glavnega mesta Santiaga, 105 kilometrov severno od regionalne prestolnice Puerto Montt in 260 kilometrov zahodno od argentinskega mesta San Carlos de Bariloche s katerim je povezano po mednarodni cesti št. 215 preko prelaza Cardenal Antonio Samoré. To je tudi prehod za dostop do zemljišč v čilskih australskih regijah Aysén in Magallanes, ki bi sicer bila dostopna le po morju iz druge države.
Leži tudi ob sotočju rek Rahue in Damas in je glavni storitveni center za kmetijstvo in živinorejo v severni regiji Los Lagos. Mestno kulturno dediščino oblikujejo španski, nemški in vplivi ljudstva Huiliche.

## Zgodovina

### Stari Osorno
Prvotno je bilo predvideno, da bo mesto ustanovljeno leta 1553, pod vlado  Pedra de Valdivie in njegovim osvajalcem, generalpolkovnikom don Franciscom de Villagra; z imenom 'Santa Marina de Gaete, na mestu vasi ljudstva Huilliche po imenu Chauracavi. Vendar je smrt Valdivie preprečila uresničitev tega načrta.
27. marca 1558 je mesto končno ustanovil guverner García Hurtado de Mendoza z novim imenom 'Villa de San Mateo de Osorno v čast svojega dedka grofa Osorna. Oktobra leta 1602 so ga domačini uničili.

### Novi Osorno
22. novembra 1792 je Tomás de Figueroa prevzel ruševine. Po ukazih Ambrosia O'Higginsa je Osorno ponovno zgradil Juan Mackenna in ga leta 1796 razglasil za uradno ponovno naseljeno. O'Higgins je nato dobil naziv markiz Osorna.
Osorno dolguje svojo dediščino dokaj novi čilski naselitvi, ko je vlada sredi 19. stoletja umaknila avtohtone prebivalce Mapuče v tej regiji in kmalu namelila zemljišča za čilsko in evropsko priseljevanje. Velik odstotek domačinov v Osornem so potomci Špancev (živinorejcev iz Baskije) in drugi evropski priseljenci. 
Okoli leta 1850 je vlada Čila začela vabiti nemške ljudi v kolonijo, da bi spodbudila rast v regiji; naseljenci so našli podnebje in geografijo, ki je zelo podobni svoji domači. Z njihovo pomočjo je Osorno postal nacionalni govedorejski ranč Čila, kar je znatno povečalo regionalno gospodarstvo. Današnji Osorno je ohranil arhitekturo in urbano postavitev iz 19. stoletja, ki jo zastopa šest slikovitih hiš, ki so bili imenovane za narodni spomeniki.
Mesto ima dolgo zgodovino rivalstva z Valdivijo. Na referendumu leta 2006 je Osorno zavrnil predlagano vključitev v novo regijo Los Ríos, katere glavno mesto je zdaj Valdivia.

## Podnebje
Osorno ima oceansko podnebje (Köppen Cfb) s sušnim poletjem . Zime so hladne, a blage z julijskim povprečjem 7,6 ° C. Večina padavin pade v zimskem času leta, od maja do julija ko so najmočnejše, v povprečju pa pade okoli 180 do 210 milimetrov padavin.  Vlaga je visoka, v povprečju okoli 85%. Sneg je redek. Poletja so suha in blaga s povprečno januarsko temperaturo 17,8 ° C, v tem času je malo padavin, v povprečju 48,9 milimetrov v januarju. Temperature lahko občasno presegajo 25 ° C kadarkoli od decembra do marca . Povprečna letna količina padavin znaša 1318 milimetrov in 173 dni s padavinami. 

## Mesto
Osorno slovi po vulkanu Osorno, aktivnem, a manjšem vulkanu. Najpomembnejša geografska značilnost mesta je reka Rahue, ki teče skozi središče. Manjši potok v smeri proti vzhodu, preden se obrne proti jugu, daje mestu nekaj naravnih meja. V bližini reke na vzhodni strani mestnega jedra je Plaza de Armas z velikim parkom s fontanami, klopmi in drevoredi. Na vzhodni strani parka je stolnica svetega Matjaža (Catedral de San Mateo de Osorno), ena glavnih mestnih znamenitosti, znana po sodobni arhitekturi. Stolnica služi kot mati cerkev katoliške škofije v Osornu. Ob južni strani je avenija Juan Mackenna, glavna mestna ulica. Druge zanimive točke so glavni kampus Universidad de Los Lagos in stadion Osorno Rodeo. Nedavno odprt casino Plaza Sol de los Lagos je nova priljubljena turistična zanimivost.
Osorno gosti številne letne festivale. Festival de la Carne y la Leche (festival mleka in mesa) je glasbeni festival, ki se vsako leto organizira konec januarja in vključuje performanse narodnih glasbenih pop-pevcev in skupin. Festival del Folklore Campesino (državni folklorni festival) poteka vsako leto sredi januarja in vključuje performanse regionalnih glasbenih umetnikov.
Še en festival je Feria Ganadera Sago Fisur (Sago-Fisur govedorejski sejem), ki poteka vsako leto v začetku novembra in ga gosti največji ranč na območju, poudarja trenutni položaj kmetijske dejavnosti. Ognjemeti se prikazujejo vsako leto okoli mesta 18. septembra, čilskega državnega praznika, v spomin na neodvisnost od Španije.
Osorno je tudi izhodišče za obisk številnih turističnih zanimivosti. Narodni park Puyehue je glavna atrakcija z nedotaknjenimi jezeri, gozdovi in lovskimi rezervati. Vulkansko območje ima naravne vrelce, ki so zdaj na območju zdravilišča Aguas Calientes. Puyehue Hot Springs je v bližini parka.
Regija Los Lagos je bila poimenovana zaradi številnih jezer na območju, od katerih so mnoga turistično prijazna z osamljenimi plažami; najbližje Osornu sta Puyehue in Rupanco. Smučišče Antillanca, ki je oddaljeno manj kot sto kilometrov, je eno od najbolj kakovostnih letovišč v Čilu. Ekoturizem spodbujajo tudi avtohtone skupnosti Huilliche, ki živijo ob pacifiški obali. Veliko sredstev, ki jih prinaša turizem, se uporablja za zaščito domačih rastlin in drevesnih vrst, predvsem ogrožene ciprese Fitzroya.

## Gospodarstvo
Osorno je pomemben kmetijski center, kmetijstvo pa predstavlja večino gospodarske dejavnosti province Osorno. Pšenica in oves rasteta obilno, zemlja je primerna tudi za razmnoževanje čilskih konj in goveda. Nekateri najboljši čilski proizvodi iz govejega mesa izvirajo iz rančev v Osornu.
Zaradi bližine prelaza Cardenal Antonio Samoré je ključno mesto nacionalnega gospodarstva. Gorska prrelaz povezuje Osorno z argentinskim mestom Bariloche in je ena od primarnih arterij, ki povezujejo južne regije obeh držav skupaj. Prelaz je še posebej pomemben zaradi dejstva, da prečka Ande na zelo nizki nadmorski višini, kar omogoča, da ostane odprt, tudi če so drugi prehodi zasneženi.
Kljub temu je Osorno v preteklih nekaj desetletjih doživel nekaj gospodarskega stagnacije. Kmetijstvo ni sledilo hitro rastočemu, hitro industrializiranemu čilskemu gospodarstvu; Osorno nima industrijskih in informacijskih storitev. V prizadevanju za boj proti temu je mesto razvilo mednarodne poslovne vezi z več nizozemskimi podjetji, potem ko je bilo ugotovljeno, da je lokalno podnebje idealno za gojenje tulipanov. Prav tako je Osorno pred kratkim vstopil na mednarodni trg mesa. Poleg ponujanja visokokakovostnega govejega mesa je izolirana regija popolnoma čista glede bolezni goveda, kot goveja spongiformna encefalopatija ('nore krave') ter slinavka in parkljevka (Aphthae epizooticae), kar zagotavlja varnost čilskega mesa.
Provinca se zdaj sooča z edinstveno priložnostjo: orna zemljišča so primerna za pridelovanje pese, soje in koruze, pridelkov, ki so vse bolj priljubljeni z nedavnim razvojem biogoriva, goriva, pridobljenega iz pridelkov, kot so koruzni etanol. Osorno bi lahko  postal pomemben gospodarski subjekt na tem področju.
Ker se Čile še naprej razvija kot vodilna država Južne Amerike in ena najbolj stabilnih držav v regiji, turizem narašča, obiskovalce pa privlači naravno okolje Osorna in staro-evropsko vzdušje.

## Demografija
Po popisu Nacionalnega statističnega inštituta iz leta 2002 je Osorno obsegal območje 951,3 km2 in imel 145.475 prebivalcev (70.743 moških in 74.732 žensk). Od teh je 132.245 (90,9%) živelo na urbanih območjih in 13.230 (9,1%) na podeželskih območjih.

## Pomembni prebivalci
- Tomás Burgos, filantrop
- Adolfo Matthei, kmetijski inženir. Ustanovitelj lokalne kmetijske šole.
- Luis "Colin" Ramirez, pevec, glasbenik, igralec.
- Eleuterio Ramírez, uradnik čilske vojske med solitrno vojno proti Peruju in Boliviji. Imenuje se tudi Hero of Tarapacá.
- Juan Mackenna, guverner Osorno, junak čilske neodvisnosti

## Galerija
- Osorno z okolico
- Stolnica svetega Matjaža
- Čilski gozd
- Smučišče Antillanca
- Stadion Ruben Marcos Peralta